# Hawkesbury City
Koordinaten: 33° 25′ S, 150° 47′ O

Die City of Hawkesbury ist ein lokales Verwaltungsgebiet (LGA) im australischen Bundesstaat New South Wales. Das Gebiet ist 2775,1 km² groß und hat etwa 67.600 Einwohner.
Hawkesbury liegt in den Sydney Surrounds und grenzt im Südosten an die Stadtgebiete der Metropole Sydney. Das Gebiet umfasst 68 Ortsteile und Ortschaften: Blaxlands Ridge, Bligh Park, Bowen Mountain, Clarendon, Colo, Central Colo, Colo Heights, Upper Colo, Cornwallis, Cumberland Reach, Ebenezer, Fernances, Freemans Reach, Glossodia, Grose Vale, Grose Wold, Hobartville, Kurmond, Kurrajong, East Kurrajong, Kurrajong Heights, Kurrajong Hills, Central MacDonald, Higher MacDonald, Lower MacDonald, Upper MacDonald, McGraths Hill, Mellong, Mogo Creek, Mountain Lagoon, Mulgrave, Oakville, Perrys Crossing, Pitt Town, Pitt Town Bottoms, Richmond, Richmond Lowlands, North Richmond, Sackville, Scheyville, South Windsor, St Albans, Tennyson, The Devils Wilderness, The Slopes, Webbs Creek, Wheeny Creek, Wilberforce, Windsor, Windsor Downs, Womerah, Wrights Creek, Yarramundi und Teile von Agnes Banks, Berambing, Berkshire Park, Bilpin, Bucketty, Cattai, Gunderman, Leets Vale, Londonderry, Lower Portland, Maraylya, Putty, Ten Mile Hollow, Vineyard und Wisemans Ferry. Der Sitz des City Councils befindet sich in Windsor am Südostrand der LGA.

## Verwaltung
Der Hawkesbury City Council hat zwölf Mitglieder, die von den Bewohnern der LGA gewählt werden. Hawkesbury ist nicht in Bezirke untergliedert. Aus dem Kreis der Councillor rekrutiert sich auch der Mayor (Bürgermeister) des Councils.